# Sigela mathetes
Sigela mathetes là một loài bướm đêm trong họ Erebidae.